# Мазепа (Альберта)
50°38′20.87″ пн. ш. 113°44′22.21″ зх. д. / 50.6391306° пн. ш. 113.7395028° зх. д.
Мазепа (англ. Mazeppa) — населений пункт  у канадській провінції Альберта. Розташований біля автомобільної дороги № 2, поблизу міста Гай-Рівер (High River). Біля населеного пункту знаходиться газовий завод «Мазепа».  